# Trzęsienie ziemi na Kamczatce (1952)
Trzęsienie ziemi na Kamczatce – silne trzęsienie ziemi o magnitudzie 9,0 z epicentrum u wschodnich wybrzeży Półwyspu Kamczackiego, które nawiedziło ZSRR 5 listopada 1952 roku.
To piąte najsilniejsze trzęsienie w historii pomiarów.

## Tsunami
Trzy fale tsunami o wysokości 15-18 m uderzyły w Siewiero-Kurilsk. Większość mieszkańców ewakuowała się na wyżej położone tereny, ale wróciła przed uderzeniem drugiej fali. W wyniku tsunami zginęło 39% mieszkańców osady.
Największe straty gospodarcze powstały w wyniku uderzenia tsunami w Hawaje, gdzie straty sięgały do miliona dolarów (obecnie około 17 mln dolarów). Największe fale mierzyły 4,5 m.